# 大阪市立橘小学校
大阪市立橘小学校（おおさかしりつ たちばな しょうがっこう）は、大阪府大阪市西成区にある公立小学校。
大阪市西成区の中央部付近、天下茶屋駅西側から西天下茶屋駅付近にかけての住宅密集地を校区とする。

## 沿革
学校所在地周辺（当時の西成郡今宮町）では大正時代に急速な市街地化が進み、それに伴い既存の周辺小学校の児童数が急増して過密化していった。
そのため1922年10月19日、当時の西成郡今宮第一尋常高等小学校（後の大阪市立弘治小学校）と西成郡今宮第二尋常小学校（現在の大阪市立長橋小学校）の校区の一部を再編して、西成郡今宮第五尋常高等小学校として西成郡今宮町橘通（当時）の現在地に開校した。また創立と同時に、今宮第四尋常高等小学校（のちの大阪市立今宮小学校）の高等科を移管・継承している。1925年には今宮町が大阪市に編入し、大阪市立となっている。
1927年には児童数の増加により大阪市今宮第六尋常小学校（のちの大阪市立松之宮小学校）が新設されたことに伴い、従来の校区の一部を今宮第六小学校校区へと変更している。また同時に、従来の校区のうち皿池町（現在の岸里1丁目・潮路1丁目の大半地域に相当）を大阪市玉出第二尋常小学校（現在の大阪市立岸里小学校）の校区へと変更した。
さらに1938年には大阪市梅南尋常小学校（のち大阪市立梅南小学校。大阪市立梅南津守小学校を経て大阪市立まつば小学校に改編）の開校により、従来の校区の一部を梅南小学校校区へと変更した。
1941年には国民学校令により、大阪市橘国民学校に改称した。大阪市では国民学校への改編の際、従来「地域名＋創立番号順の校名」で命名されていた学校については、番号での校名を廃止して地名などを取り入れた校名へと変更する方針もあわせて出されたことに伴い、橘の校名が採用されている。
高等科は1941年11月、新設の高等科単独校・大阪市浜田国民学校へ分離し、初等科単独となった。なお浜田国民学校は戦後の学制改革で廃校となり、敷地は大阪市立天下茶屋中学校として転用されている。
太平洋戦争の戦局悪化により、大阪市を含む大都市の国民学校の児童に対して1944年以降、学童疎開を実施するよう指示が出された。大阪市では児童の縁故による疎開を原則としたものの、縁故疎開できない児童に対しては学校から集団疎開させることにした。集団疎開先の府県は大阪市が当時の22行政区各区ごとに指定し、西成区の国民学校には大阪府泉州地域および和歌山県が疎開先として割り当てられた。橘国民学校の児童は和歌山県海草郡紀伊村・山口村・川永村（いずれも現在は和歌山市に編入）への疎開を実施している。
1945年6月15日の第四次大阪大空襲では、校舎の一部に被害を受けている。またこの日の空襲で局舎を焼失した西成郵便局が、翌6月16日以降終戦後の9月16日までの3ヶ月間、橘国民学校校舎を仮局舎とした。
1947年の学制改革により、大阪市立橘小学校となった。

### 年表
- 1922年10月19日 - 西成郡今宮第五尋常高等小学校として現在地に創立。
- 1925年4月1日 - 今宮町の大阪市への編入に伴い、大阪市今宮第五尋常高等小学校と改称。
- 1927年4月 - 校区変更。
- 1938年 - 梅南尋常小学校の開校により校区変更。
- 1941年4月1日 - 国民学校令により、大阪市橘国民学校に改称。
- 1941年11月10日 - 高等科を新設の大阪市浜田国民学校に分離。
- 1947年4月1日 - 学制改革により、大阪市立橘小学校と改称。

## 通学区域
- 大阪市西成区 橘（3丁目の一部を除くほぼ全域）、松1-3丁目のそれぞれ一部、花園南1丁目の一部、花園南2丁目の全域、岸里1丁目の一部、潮路1-2丁目のそれぞれ一部、千本北2丁目の一部。

卒業生は主に大阪市立天下茶屋中学校へ進学する。

## 交通
- 南海汐見橋線 西天下茶屋駅 北東へ約380m。
- 南海本線・南海高野線・Osaka Metro堺筋線 天下茶屋駅 北西へ約700m。
- Osaka Metro四つ橋線 岸里駅 北西へ約800m、または花園町駅 南西へ約800m。